# Brampton (Ontario)
Pour les articles homonymes, voir Brampton.
Brampton est une ville canadienne d'Ontario en banlieue de Toronto. Elle affiche l'un des plus forts taux de croissance au Canada. Brampton est par le nombre d'habitants la quatrième ville de l'Ontario, après Mississauga, Ottawa et Toronto.

## Histoire
La ville a célébré ses 150 ans en 2003.

## Administration
- Liste des maires de Brampton

## Personnalités liées à Brampton
- Le groupe de punk rock Bombs Over Providence en est originaire.
- Danseur Travis Knights vit à Brampton

### Nés à Brampton
- Alessia Cara, chanteuse
- Michael Cera, acteur
- Paulo Costanzo, acteur
- Paul Crosty, joueur professionnel de hockey des Griffins de Grand Rapids
- William Grenville Davis, 18e premier ministre de l'Ontario
- Sabrina Grdevich, actrice de cinéma
- Tory Lanez, rappeur
- Sue Montgomery, journaliste et femme politique
- Rick Nash, champion du monde, champion olympique en équipe, et joueur de hockey professionnel des New York Rangers
- Tyler Seguin, joueur de hockey professionnel des Dallas Stars
- Sean Monahan, joueur de hockey professionnel des Montreal Canadiens

## Toponyme
Elle doit son nom à un petit village rural près de Cambridgeshire en Angleterre.

## Économie
Plusieurs grandes compagnies y ont élu domicile, dont Ford, Nortel, une usine d'embouteillement Coca-Cola, Para Paints, Nestlé, DaimlerChrysler Canada, Zellers, Frito Lay Canada et Humpty Dumpty.
Brampton fut jadis aussi connue comme étant la Flowertown of Canada (la Ville des Fleurs du Canada), titre obtenu à cause de la grande importance des serres dans la ville, dont Dale's Flowers qui a remporté de nombreuses fois le prix international de la rose pendant près de 50 ans.

## Éducation
Le Conseil scolaire de district de Peel a les écoles anglophones laïques publiques. Le Conseil scolaire catholique de district de Dufferin-Peel a les écoles anglophones catholiques publiques. Le Conseil scolaire Viamonde a les écoles francophones laïques publiques. Le Conseil scolaire de district catholique Centre-Sud a les écoles francophones catholiques publiques.

## Démographie
| 2001    | 2006    | 2011    | 2016    |
| ------- | ------- | ------- | ------- |
| 325 428 | 433 806 | 523 906 | 593 638 |